# Христианство и насилие

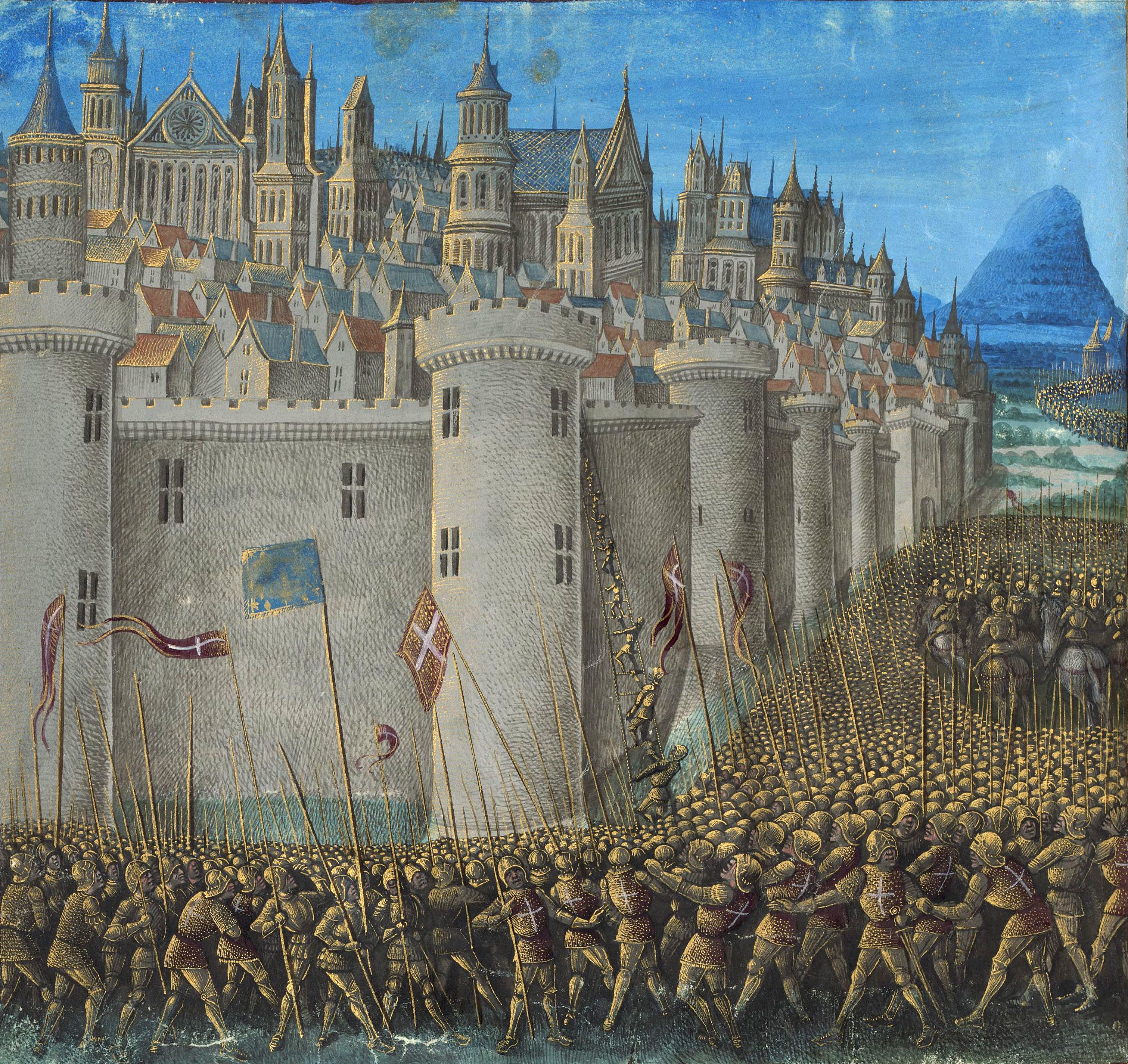
Крестовые походы представляли собой серию военных кампаний, которые велись в основном между европейскими христианами и мусульманами. Здесь показана сцена битвы из Первого крестового похода.

Христиане с течением времени придерживались различных взглядов на насилие и ненасилие. В настоящее время и исторически в христианстве существует четыре взгляда и практики в отношении насилия и войны: непротивление, христианский пацифизм, справедливая война и превентивная война (священная война, например, крестовые походы).
Ранняя церковь в Римской империи занимала ненасильственную позицию, когда дело доходило до войны, поскольку были вдохновлены жертвенной жизнью Иисуса.
Концепция «справедливой войны», согласно которой ограниченное использование войны считалось приемлемым, возникла у более ранних нехристианских римских и греческих мыслителей, таких как Цицерон и Платон. Эта теория была позже адаптирована христианскими мыслителями, такими как Святой Августин, который, как и другие христиане, позаимствовал большую часть оправдания у римских авторов, таких как Цицерон и Римское право.
Несмотря на то, что концепция «справедливой войны» была широко принята на раннем этапе, война не рассматривалась как добродетельная деятельность, и выражение заботы о спасении тех, кто убивал врагов в битве, независимо от причины, за которую они сражались, было обычным явлением. Такие концепции, как «Священная война», согласно которой борьба сама по себе может рассматриваться как покаянный и духовно достойный акт, не возникали до XI века.

## Библия

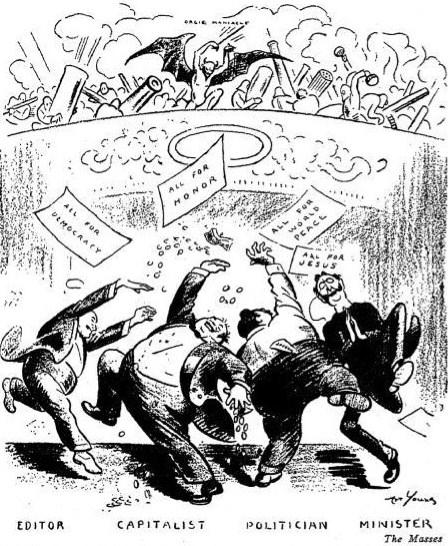
Бегство (1917) Арт Янг

Библия включает несколько текстов, касающихся и описывающих насилие.
Ли Гибсон и Шелли Мэтьюз, доцент кафедры религии в Университете Фурмана пишут, что некоторые учёные, такие как Рене Жирар, «считают Новый Завет каким-то образом содержащим противоядие от ветхозаветного насилия». По словам Джона Гейгера, такой анализ рискует отстаивать взгляды ересиарха Маркиона Синопского (ок. 85-160), который проводил различие между Богом Ветхого Завета, ответственным за насилие, и Богом милосердия, найденным в Новом Завете.
Махатма Ганди принял концепцию ненасилия, которую он обнаружил как в индийских религиях, так и в Новом Завете (например, Нагорная проповедь), которую он затем использовал в своей стратегии социальной и политической борьбы.

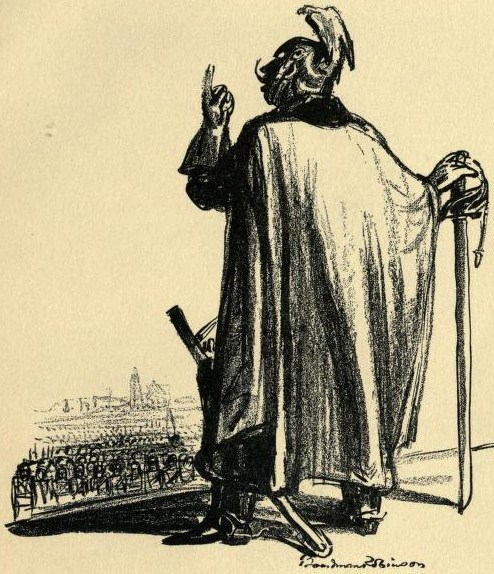
Я верю в меч и всемогущего Бога (1914). Антимилитаристская иллюстрация Бордмана Робинсона

Дж. Денни Уивер, почётный профессор религии в Университете Блаффтона, предполагает, что на протяжении истории христианского богословия существовало множество эволюционирующих взглядов на насилие и ненасилие. По мнению многих историков, Константиновский сдвиг превратил христианство из преследуемой религии в преследующую.
Мирослав Вольф определил вмешательство «нового творения», как во Втором пришествии, как особый аспект христианства, порождающий насилие. Говоря о последнем, Вольф говорит: «По крайней мере, начиная с обращения Константина, последователи Распятого совершали ужасные акты насилия под знамением креста. На протяжении веков времена Великого поста и Страстной недели были для евреев временем страха и трепета. Мусульмане также ассоциируют крест с насилием; неистовства крестоносцев были предприняты под знамением креста».
Приписываемое Иисусу высказывание «Я пришёл не принести мир, но принести меч» было истолковано некоторыми как призыв к оружию для христиан. Марк Юргенсмейер утверждает, что «несмотря на свои основные принципы любви и мира, христианство, как и большинство традиций, всегда имело жестокую сторону. Кровавая история традиции порождает тревожные образы, а жестокие конфликты ярко изображены в Библии. Эта история и эти библейские образы предоставили сырьё для богословского оправдания насилия современных христианских групп. Например, нападения на клиники для абортов рассматривались не только как нападение на практику, которую христиане считают аморальной, но также как стычки в грандиозном противостоянии сил зла и добра, которое имеет социальные и политические последствия»:19–20, иногда называют духовной войной.
Высший закон использовался для оправдания насилия со стороны христиан.
Исторически, по словам Рене Жирара, многие христиане приняли насилие, когда оно стало государственной религией Римской империи: «Начиная с Константина, христианство восторжествовало на уровне государства и вскоре начало прикрывать своей властью преследования, подобные тем, в которых ранние христиане были жертвами».

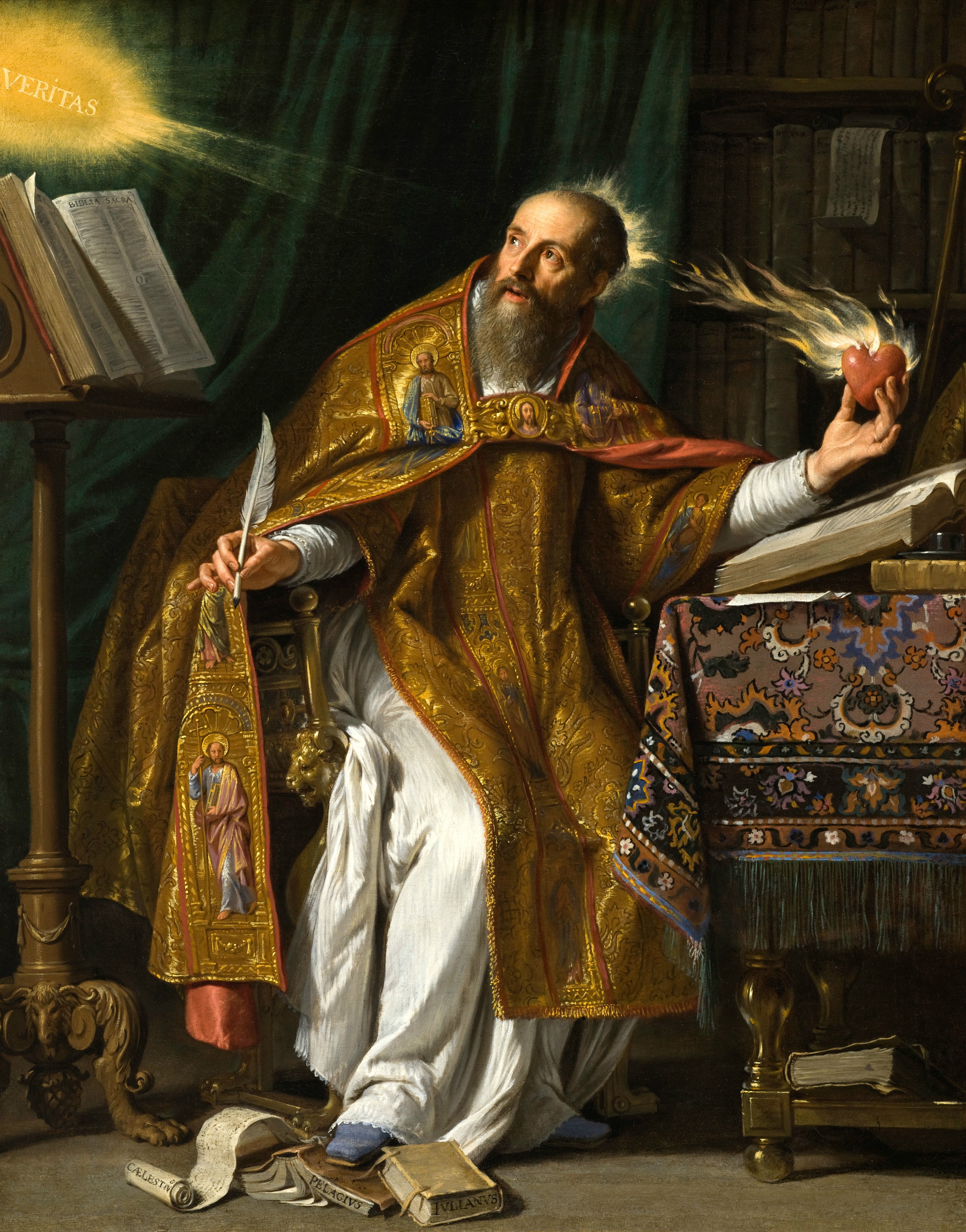
Святой Августин, епископ Гиппонский, выдающийся мыслитель концепции справедливой войны

#### Отношение к военным до Константина
Изучение христианского участия в военной службе в доконстантиновскую эпоху было очень спорным и породило множество литературы :4.
На протяжении большей части XX века сформировался консенсус вокруг взглядов Адольфа фон Гарнака, что ранняя церковь была пацифистской, что на протяжении II и III веков происходило растущее приспособление к военной службе, и ко времени Константина стала возникать этика справедливой войны :4.
Этому консенсусу в основном бросили вызов работы Джона Хельгеланда 1970-х и 1980-х годов. Он сказал, что ранние христиане в основном выступали против военной службы из-за римской религии и ритуалов римской армии, а не из-за убийства :5. Хельгеланд также заявил, что в письменной литературе говорится о разнообразии голосов, а также о разнообразии обычаев христиан:5. Джордж Каланцис, профессор богословия в Уитон-колледже присоединился к Гарнаку в дискуссии, написав, что «литературные свидетельства подтверждают очень сильную внутреннюю согласованность ненасильственной позиции Церкви в течение первых трёх столетий» :7.
Дэвид Хантер предположил, что возник «новый консенсус», включающий аспекты взглядов как Гельгеланда, так и Гарнака. Хантер предполагает, что ранние христиане основывали своё противодействие военной службе как своей «приверженностью религии римской армии» (точка зрения Гельгеланда), так и своей оппозицией кровопролитию (точка зрения Гарнака). Хантер отмечает, что есть свидетельства того, что ко II веку христианские обычаи начали расходиться с теологическими принципами, принятыми в раннехристианской литературе. Третий пункт Хантера о «новом консенсусе» — это утверждение, что августинианская теория справедливой войны отражает по крайней мере одну доконстантиновскую точку зрения. Наконец, к этим трём пунктам Крайдер добавил, что христианское отношение к насилию, вероятно, было различным в разных географических регионах, указав, что промилитаристские взгляды были сильнее в приграничных районах, чем в «центральных» районах, более тесно связанных с Империей :6.
Имеется мало свидетельств о степени участия христиан в вооружённых силах; обобщения обычно являются домыслами. Найдено несколько надгробий христианских солдат.

#### Справедливая война
Теория справедливой войны — это доктрина военной этики римско-философского и католического происхождения, изучаемая моральными теологами, специалистами по этике и международными политиками, которая утверждает, что конфликт может и должен соответствовать критериям философских, религиозных или политическая справедливость при соблюдении определённых условий.
Концепция оправдания войны при определённых условиях восходит, по крайней мере, к римским и греческим мыслителям, таким как Цицерон и Платон. Однако его значение связано с христианской средневековой теорией, начиная с Аврелия Августина и Фомы Аквинского. По словам Джареда Даймонда, Аврелий Августин сыграл решающую роль в определении христианского мышления о том, что представляет собой справедливая война, и о том, как примирить христианское учение о мире с необходимостью войны в определённых ситуациях. Отчасти вдохновлённый трудами Цицерона, Августин считал, что войну можно оправдать, чтобы сохранить государство, исправить ошибки соседних народов и расширить государство, если тиран потеряет при этом власть.

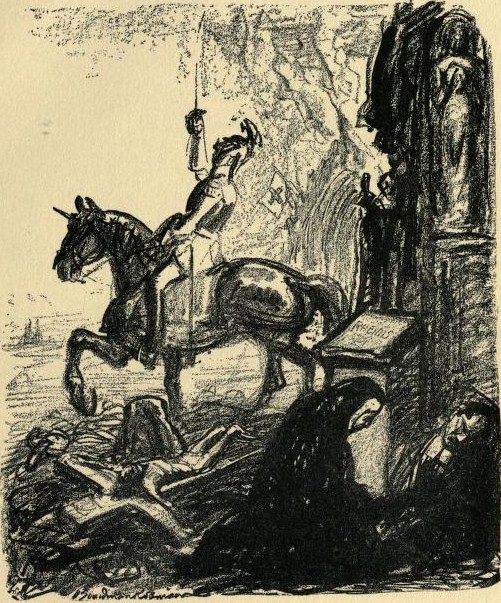
Вперед с Богом! (1915). Антимилитаристская иллюстрация Бордмана Робинсона

В формулировке Ульриха Луса; «После Константина христиане тоже несли ответственность за войну и мир. Цельс уже горько спросил, хотят ли христиане, отчуждённые от общества, увеличить политическую власть диких и беззаконных варваров. Его вопрос представлял собой новую действительность; отныне христиане и церкви должны были выбирать между свидетельством Евангелия, которое включало отказ от насилия, и ответственным участием в политической власти, которое понималось как акт любви к миру». Августин из Послания Гиппона к Марцеллину (Эпизод 138) является наиболее влиятельным примером «нового толкования».
Теоретики справедливой войны сочетают моральное отвращение к войне с готовностью признать, что война иногда может быть необходима. Критерии традиции справедливой войны помогают определить, допустимо ли применение оружия с моральной точки зрения. Теории справедливой войны — это попытки «провести различие между оправданным и неоправданным использованием организованных вооружённых сил»; они пытаются «представить себе, как можно ограничить использование оружия, сделать его более гуманным и, в конечном итоге, направить его на достижение цели установления прочного мира и справедливости».
Традиция справедливой войны рассматривает мораль применения силы в двух частях: когда правильно прибегать к вооружённой силе (проблема jus ad bellum) и что допустимо при использовании такой силы (проблема jus in bello). В последние годы была добавлена третья категория — jus post bellum — которая регулирует правосудие о прекращении войны и мирных соглашениях, а также судебное преследование военных преступников.

#### Священная война
В 1095 году на Клермонском соборе папа Урбан II заявил, что некоторые войны могут рассматриваться не только как Bellum iustum («справедливая война»), но в некоторых случаях могут подниматься до уровня bellum sacrum (священная война). Джилл Кластер, декан Колледжа искусств и наук Нью-Йоркского университета характеризует это как «замечательную трансформацию идеологии войны», смещающую оправдание войны с не только «справедливого», но и «духовно полезного». Томас Мерфи исследовал христианскую концепцию священной войны, задав вопрос: «Как культура, формально посвящённая выполнению предписания „люби ближнего, как самого себя“, могла перейти к точке, где она санкционировала применение насилия против инопланетян (конкретнее, марсиан) как вне, так и внутри общества». Религиозное одобрение концепции «священной войны» стало поворотным моментом в христианском отношении к насилию; Папа Григорий VII сделал возможным Священную войну, резко изменив отношение церкви к войне. До сих пор рыцарь мог получить прощение грехов, только отказавшись от оружия, но Урбан предлагал ему получить прощение «посредством применения его боевых навыков». Священная война была определена Римско-католической церковью как «война не только справедливая, но и оправдывающая; то есть война, которая приносит положительные духовные заслуги тем, кто сражается в ней».

В XII веке Бернар Клервоский писал: «Рыцарь Христа может ударить с уверенностью и умереть ещё более уверенно, потому что он служит Христу, когда ударяет, и спасает себя, когда падает… Когда он причиняет смерть, это на пользу Христу, а когда он терпит смерть, это его собственная выгода»
Консенсус среди христиан по поводу применения насилия радикально изменился после начала крестовых походов. Теория справедливой войны, преобладающая на протяжении большей части последних двух столетий, о том, что насилие — это зло, которое в определённых ситуациях может считаться меньшим из зол, относительно молода. Хотя он унаследовал некоторые элементы (критерии законной власти, справедливой причины, правильного намерения) от более старой теории войны, которая впервые возникла около 400 г. н. э., она отвергла две предпосылки, лежавшие в основе всех средневековых справедливых войн, включая крестовые походы: во-первых, это насилие. может использоваться во имя замыслов Христа в отношении человечества и даже может быть прямо им разрешено; и во-вторых, что это была морально нейтральная сила, которая черпала свою этическую окраску из намерений преступников.

#### Геноцидная война

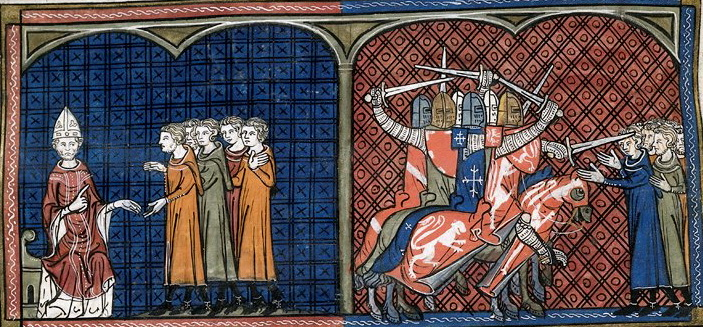
Папа Иннокентий III отлучает альбигойцев (слева), Резня крестоносцев против альбигойцев

Библейское повествование об Иисусе Навине и битве при Иерихоне использовалось Оливером Кромвелем для оправдания геноцида против католиков :3. Дэниел Широт, профессор российских и евразийских исследований Вашингтонского университета интерпретирует 1 Царств 15: 1- 15:3 как «столь ясно выраженное мнение, что правосудие требует геноцидного возмездия, поскольку было совершено историческое нарушение»:7–8.

### Инквизиция
Инквизиция — это группа институтов в судебной системе католической церкви, целью которой была борьба с ересью. Испанская инквизиция часто упоминается в популярной литературе и истории как пример католической нетерпимости и репрессий. Общее количество людей, обработанных Инквизицией на протяжении всей своей истории, составляло приблизительно 150 000 человек; если применить процент казней, который имел место в судебных процессах 1560—1700 гг. — около 2 % — то приблизительное общее количество казней составило бы около 3000 из них. Тем не менее, вполне вероятно, что фактическое число погибших было выше, учитывая данные, предоставленные Дедье и Гарсией Карселем для трибуналов Толедо и Валенсии, соответственно. Вероятно, от 3000 до 5000 человек были казнены Около 50 человек были казнены мексиканской инквизицией.. В это число входят 29 человек, казнённых как «иудействующих» между 1571 и 1700 годами из 324 человек, привлечённых к ответственности за исповедание еврейской религии.

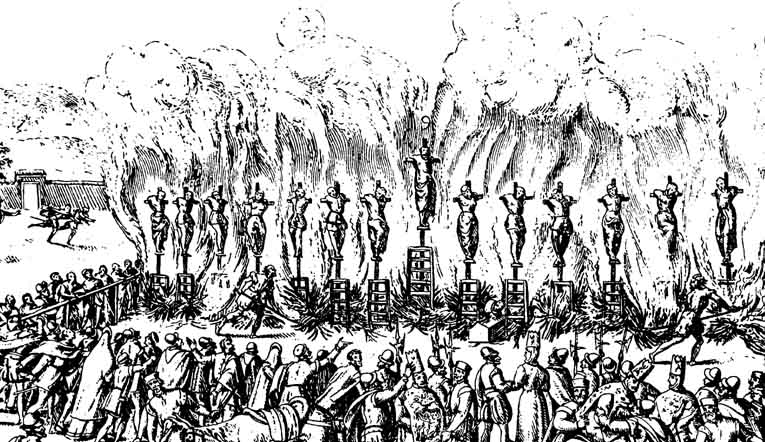
Современная иллюстрация аутодафе Вальядолида, в котором четырнадцать протестантов были сожжены на костре за свою веру 21 мая 1559 года.

В португальской инквизиции главными мишенями были те, кто обратился из иудаизма в католицизм. Конверсо, также известные как новые христиане или марраны, подозревались в тайном исповедании иудаизма. Многие из них изначально были испанскими евреями, которые уехали из Испании в Португалию. Число жертв оценивается примерно в 40 000 человек. Особое внимание испанской и португальской инквизиции уделялось еврейскому анусиму и мусульманам, обращённым в католицизм, отчасти потому, что эти группы меньшинств были более многочисленны в Испании и Португалии, чем во многих других частях Европы, а отчасти потому, что их часто считали подозревают из-за предположения, что они тайно вернулись к своим предыдущим религиям. Инквизиция Гоа была офисом португальской инквизиции, действовавшей в португальской Индии и в остальной части Португальской империи в Азии. Он был основан в 1560 году, ненадолго упразднён в 1774—1778 годах и окончательно упразднён в 1812 году. Основываясь на сохранившихся записях, Е. П. Саломон и раввин Исаак С. Д. Сассун заявляют, что между началом инквизиции в 1561 году и её временным упразднением в 1774 году инквизиция привлекла к суду около 16 202 человек. Известно, что 57 из этого числа были приговорены к смертной казни и казнены, а ещё 64 были сожжены в виде чучела (этот приговор применялся к бежавшим или умершим в тюрьме; в последнем случае останки были сожжены в гробу одновременно с чучелом). Другие подверглись меньшим наказаниям или покаянию, но судьба многих из тех, кого судила инквизиция, неизвестна.
Римская инквизиция во второй половине XVI века отвечала за судебное преследование лиц, обвиняемых в широком спектре преступлений, связанных с религиозной доктриной или альтернативной религиозной доктриной или альтернативными религиозными убеждениями. Из 51 000—75 000 дел, рассмотренных инквизицией в Италии после 1542 года, около 1250 закончились смертным приговором.
Период судебных процессов над ведьмами в Европе раннего Нового времени был широко распространённой моральной паникой, вызванной убеждением, что злобные сатанинские ведьмы действовали как организованная угроза христианскому миру с XV по XVIII века. К тем, кто был признан виновным в колдовстве, применялись различные наказания, включая тюремное заключение, порку, штрафы или ссылку. В Ветхом Завете Исходе 22:18 говорится: «не позволяй чародейке жить». Многим людям грозила смертная казнь, если они были признаны виновными в колдовстве в течение этого периода: их сжигали на костре, вешали на виселице или обезглавливали. Точно так же в Колониях Новой Англии людей, осуждённых за колдовство, вешали (см. Салемские процессы над ведьмами). Учёный консенсус относительно общего числа казней за колдовство колеблется от 40 000 до 60 000.
Правовая основа для некоторой инквизиторской деятельности была получена из папской буллы « Ad extirpanda» 1252 года Папы Иннокентия IV, которая прямо разрешала (и определяла соответствующие обстоятельства) применение пыток инквизицией для получения признаний от еретиков. К 1256 году инквизиторы получали отпущение грехов, если они использовали орудия пыток. «Подавляющее большинство предложений, похоже, состояло из аскез, таких как ношение креста на одежде, паломничество и т. д.». Когда подозреваемый был признан виновным в нераскаявшейся ереси, инквизиторский суд должен был по закону передать человека светским властям для окончательного приговора, после чего судья определял наказание, которое обычно являлось сожжением на костре, хотя наказание варьировалось в соответствии с местным законодательством. Законы включали запреты на определённые религиозные преступления (ересь и т. д.), а наказания включали смерть через сожжение, хотя обычно применялось пожизненное заключение или изгнание. Таким образом, инквизиторы обычно знали, какова будет судьба любого задержанного, и нельзя считать, что они отделили средства определения вины от её последствий.
За исключением Папской области, институт инквизиции был упразднён в Европе в начале XIX века, после наполеоновских войн, а в Америке он был упразднён после испанско-американских войн за независимость. Учреждение сохранилось как часть Римской курии, но в 1904 году было переименовано в «Высшую Священную Конгрегацию Святой Канцелярии». В 1965 году он был переименован в Конгрегацию доктрины веры.
Христианский терроризм — это террористические акты, совершаемые группами или отдельными лицами, которые используют христианские мотивы или цели в качестве оправдания своих действий. Как и в случае с другими формами религиозного терроризма, христианские террористы полагались на интерпретацию принципов своей веры — в данном случае на Библию. Такие группы цитировали Священные Писания Ветхого и Нового Завета, чтобы оправдать насилие и убийство или стремиться вызвать «конец света», описанный в Новом Завете.
Эти интерпретации обычно отличаются от устоявшихся христианских конфессий.

### Принудительные преобразования
После Константиновского сдвига христианство запуталось в правительстве. Хотя антропологи показали, что на протяжении всей истории отношения между религией и политикой были сложными, нет никаких сомнений в том, что религиозные институты, в том числе христианские, использовались правительствами принудительно и что они сами применяли принуждение. Августин защищал правительственную силу в своём Послании 185 «Трактат об исправлении донатистов», оправдывая принуждение со стороны Священного Писания. Он цитирует Иисуса, поразившего Павла во время видения Павла по дороге в Дамаск. Он также цитирует притчу о большом пиршестве в Луки. 14:22, 23. По его мнению, такая кратковременная боль ради вечного спасения была актом милосердия и любви.
Примеры принудительного обращения в христианство включают: преследование христианством язычества при Феодосии I, насильственное обращение и насильственная ассимиляция языческих племён в средневековой Европе, инквизиция, включая её проявления в Гоа, Мексике, Португалии и Испании, принудительное обращение детей из числа коренных народов в Северной Америке и Австралии.
Раннее христианство по-разному выступало против рабства, принимало или игнорировало его. Раннехристианские взгляды на рабство сформировались в контексте корней христианства в иудаизме, а также сформировались под влиянием более широкой культуры Римской империи. И Ветхий, и Новый Заветы признают существование института рабства.
Самые ранние сохранившиеся христианские учения о рабстве исходят от апостола Павла. Павел не отказывался от института рабства, хотя, возможно, это было не по личным причинам (подобно Аристотелю). Он учил, что рабы-христиане должны всем сердцем служить своим хозяевам. Ничто в этом отрывке не утверждает рабство как естественный или установленный Богом институт. Скорее, обсуждение Павлом обязанностей христианских рабов и ответственности христианских хозяев трансформирует институт, даже если он не требует полной отмены рабства. В древнем мире раб был вещью. Аристотель писал, что никогда не может быть дружбы между господином и рабом, поскольку господин и раб не имеют ничего общего: «Раб — это живой инструмент, так же как инструмент — неодушевлённый раб». Слова Павла совершенно разные. Он называет раба «рабом Христа», тем, кто хочет исполнять «волю Бога» и который получит «награду» за «все добрые дела, которые он сделает». Точно так же хозяин несёт ответственность перед Богом за то, как он обращается со своим рабом, который в конечном итоге является собственностью Бога, а не его собственной. Это ещё один способ сказать, что раб, равно как и господин, был создан по образу Бога. Таким образом, он обладает неоценимой ценностью и большим достоинством. С ним нужно обращаться должным образом. В таких условиях рабство, даже если оно все ещё оставалось рабством, никогда не могло быть тем же институтом, который навязывали нехристианам. Именно эта трансформация (которая произошла из-за того, что все люди были созданы по образу Бога) в конечном итоге разрушила рабство. Традиция описывает Папу Пия I (срок ок. 158—167) и Папу Калликста I (срок ок. 217—222) как бывших рабов.
Почти все христианские лидеры до конца XV века признавали институт рабства в рамках определённых библейских ограничений как соответствующий христианскому богословию. В 1452 году Папа Николай V ввёл наследственное рабство захваченных мусульман и язычников, считая всех нехристиан «врагами Христа».

Родни Старк приводит аргумент в своей книге «Во славу Бога: как монотеизм привел к реформам, науке, охоте на ведьм и прекращению рабства», что христианство помогло положить конец рабству во всем мире, как это делает Ламин Санне в «Аболиционистах за рубежом». Эти авторы отмечают, что христиане, считавшие рабство неправильным на основании своих религиозных убеждений, возглавляли аболиционизм, и многие из первых борцов за отмену рабства были движимы своей христианской верой и желанием реализовать своё мнение о том, что все люди равны под Богом.
Современные христиане обычно осуждают рабство как неправильное и противоречащее воле Бога. Только периферийные группы, такие как Ку-клукс-клан и другие христианские группы ненависти, которые действуют на расистских окраинах движений христианской реконструкционизма и христианской идентичности, выступают за восстановление рабства. Полных приверженцев христианского реконструкционизма мало, и они маргинализированы среди консервативных христиан. За этими исключениями все христианские религиозные группы осуждают рабство и считают эту практику несовместимой с основными христианскими принципами.

### Насилие против евреев

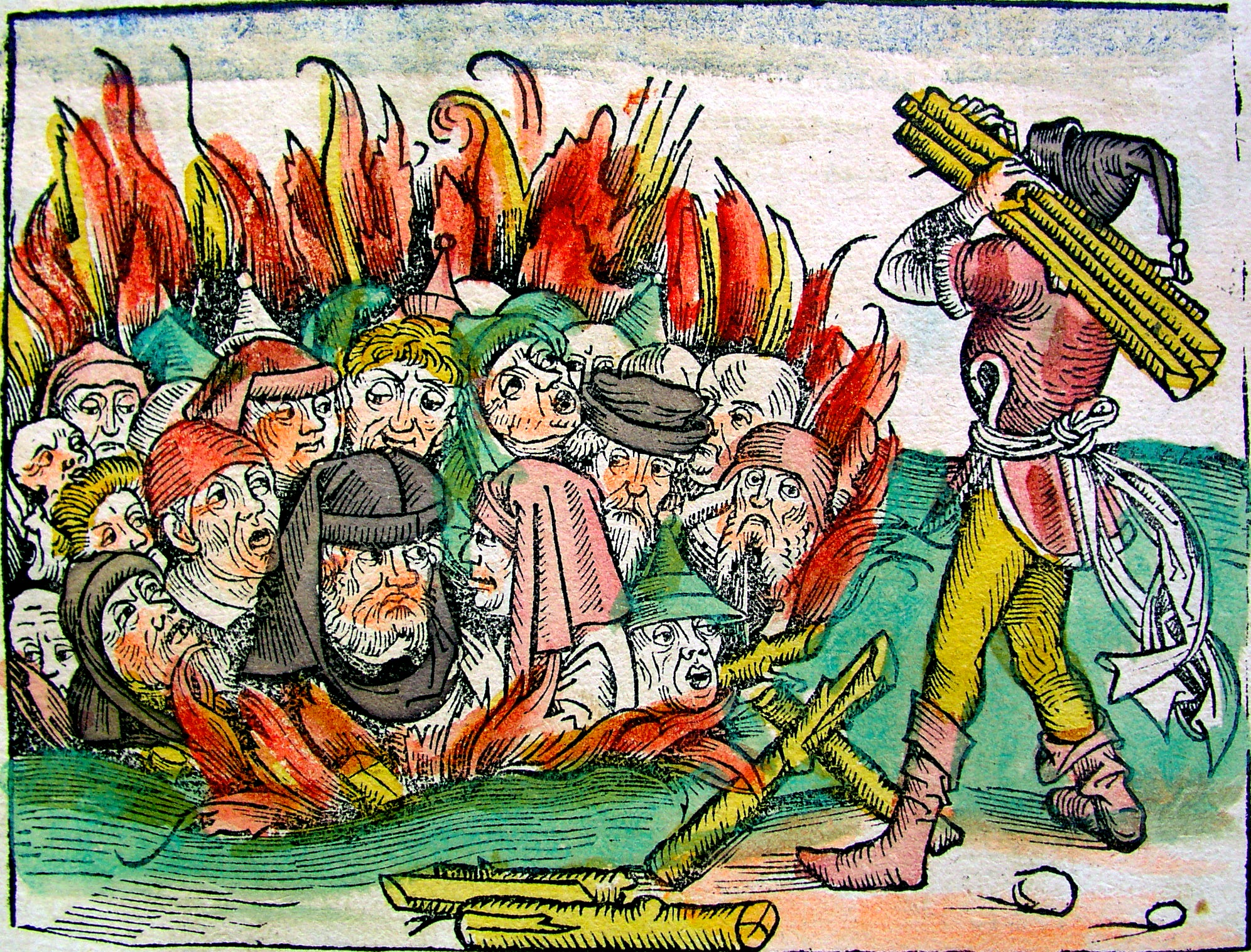
Евреи сожжены заживо за предполагаемое осквернение хозяина в Деггендорфе, Бавария, в 1337 году.

Напряжение враждебности среди христиан по отношению к иудаизму и еврейскому народу, развившееся в первые годы христианства и сохранявшееся в последующие столетия, было вызвано многочисленными факторами, включая теологические разногласия, христианское стремление к обращению, установленное Великим Поручением, непонимание еврейских верований и обычаев, а также предполагаемая враждебность евреев по отношению к христианам.
Это отношение укреплялось в христианской проповеди, искусстве и народном учении на протяжении веков, в которых содержалось презрение к евреям.
Современный антисемитизм в первую очередь описывался как ненависть к евреям как к расе с современным выражением, уходящим корнями в расовые теории XVIII века, в то время как антииудаизм описывается как враждебность к еврейской религии, но в западном христианстве он эффективно слился с антисемитизмом в XII веке.

## Христианская оппозиция насилию

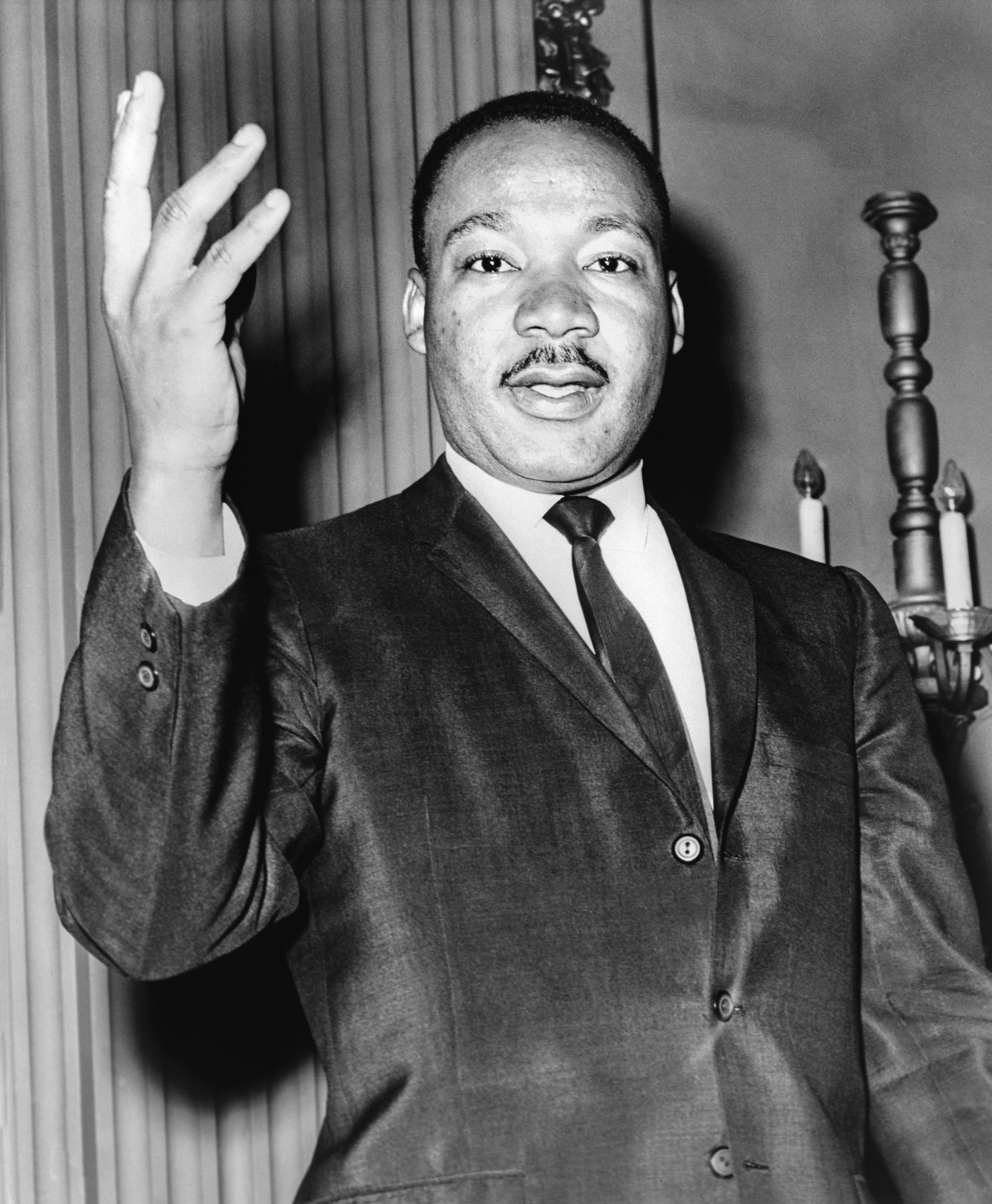
Мартин Лютер Кинг-младший, видный сторонник христианского ненасилия.

Историк Роланд Бейнтон описал раннюю церковь как пацифистскую — период, который закончился воцарением Константина.
В первые несколько веков христианства многие христиане отказывались от военной службы. На самом деле, есть ряд известных примеров, когда солдаты становились христианами и впоследствии отказывались вступать в бой. Впоследствии они были казнены за отказ сражаться. Приверженность пацифизму и отказ от военной службы объясняет Марк Дж. Оллман, профессор кафедры религиоведения и богословских исследований в колледже Мерримак на два принципа: «(1) применение силы (насилия) было рассматривается как противоположность учению Иисуса, и служба в римской армии требовала поклонения императору как богу, что было формой идолопоклонства».
В III веке Ориген писал: «Христиане не могли убивать своих врагов». Климент Александрийский писал: «Прежде всего, христианам не разрешается исправлять с помощью насилия проступки грехов». Тертуллиан решительно выступал против всех форм насилия, считая аборты, войны и даже судебные смертные приговоры формами убийства.
Пацифистские традиции и традиции сопротивления насилию продолжились и в наше время.
Несколько современных христианских церквей и общин были созданы специально на основе ненасилия, включая отказ от военной службы по соображениям совести, как основы их веры. Члены Исторических Церквей мира, такие как квакеры, меннониты, амиши или Церковь братьев, возражают против войны, поскольку убеждены, что христианская жизнь несовместима с военными действиями, потому что Иисус повелевает своим последователям любить своих врагов и отказываться от насилия. 
В XX веке Мартин Лютер Кинг-младший адаптировал ненасильственные идеи Ганди к баптистской теологии и политике..